# Briatico
Briatico is een gemeente in de Italiaanse provincie Vibo Valentia (regio Calabrië) en telt 4283 inwoners (31-12-2019). De oppervlakte bedraagt 27,7 km², de bevolkingsdichtheid is 152 inwoners per km².
De volgende frazioni maken deel uit van de gemeente: Conidoni, Mandaradoni, Paradisoni, Potenzoni, San Costantino, San Leo, Sciconi.

## Demografie
Briatico telt ongeveer 1467 huishoudens. Het aantal inwoners daalde in de periode 1991-2001 met 5,2% volgens cijfers uit de tienjaarlijkse volkstellingen van ISTAT.
| Jaar | Inwoneraantal |
| ---- | ------------- |
| 1991 | 4333          |
| 2001 | 4106          |

## Geografie
De gemeente ligt op ongeveer 30 meter boven zeeniveau.
Briatico grenst aan de volgende gemeenten: Cessaniti, Vibo Valentia, Zaccanopoli, Zambrone, Zungri.